# رقص‌های لری
رقص لری، به لری (بازنه لوری، بازی لوری، چوپی لوری) هریک از اقوام گوناگون ساکن در جغرافیای ایران، رقص‌هایی دارند که برگرفته از تاریخ زندگی طبیعی و اجتماعی آنان است. این رقصها همانند دیگر پدیده‌های فرهنگ مردم از مفاهیم اساسی زندگی اقوام ایرانی منشأ گرفته و در نتیجه سازگار و همگام با ساختار معیشتی، فکری و اخلاقی قومی هستند. این رقصها کارکردها و مضمونهای گوناگونی مانند آئینی و دینی، شادی و تغزل، حماسه و رزم، کار، تقلید و نمایش، سوگ و درمان دارند. 

رقص‌های لُری شامل دامنه‌ای از رقص‌های فولکلوریک است که در میان گروه‌های مردم لُرتبار به شکل انتقال از نسلی به نسل بعدی گسترش یافته و شکل گرفته‌است. رقص‌های لری عموماً ویژگی‌های مشترک رقصهای ایرانی شامل دسته‌ای و گروهی بودن، آرایش دایره وار، جنبه آهنگین و لباسهای رنگارنگ را درخود دارند.

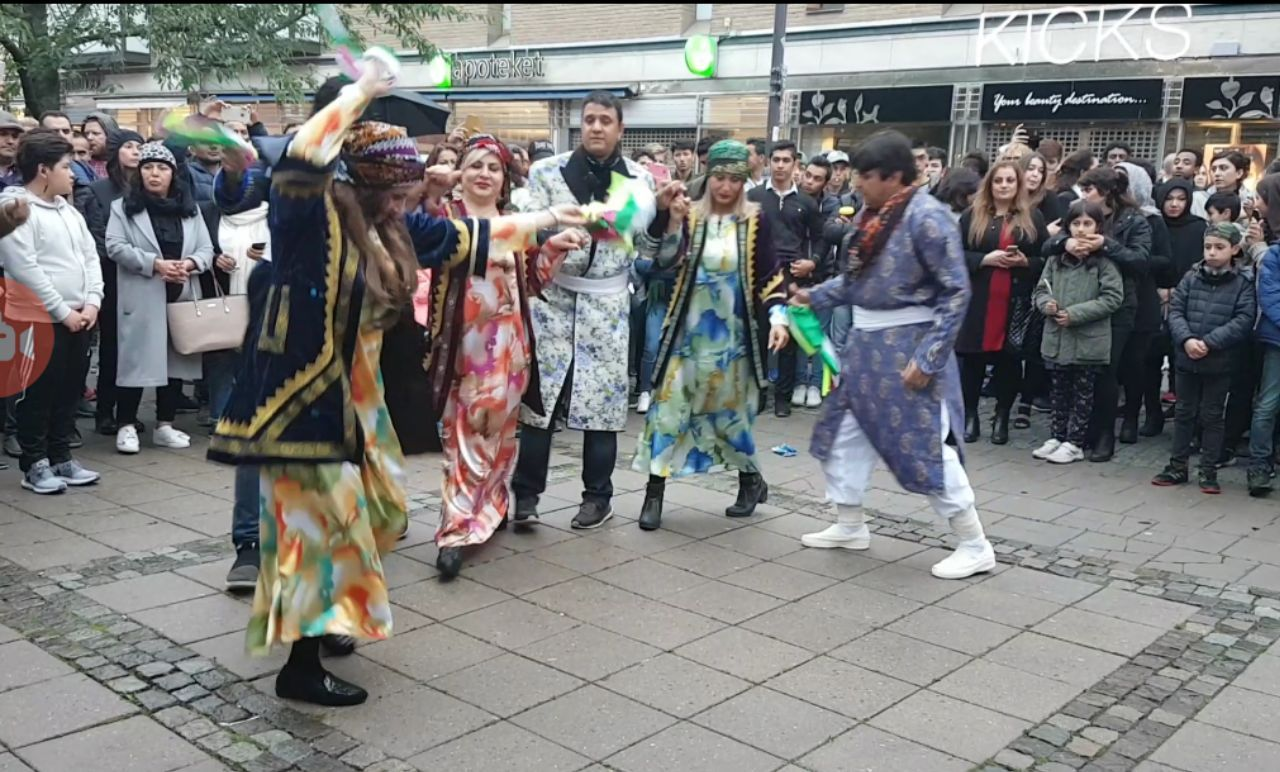
رقص لُری چوپی دوپا

## پیشینه
نقوش سه انسان در حال رقص بر سفالهای کشف شده، نمایش رقص در سر پرچم مفرغهای لرستان، که از لرستان مربوط به هزاره یکم پیش از میلاد بدست آمده‌است و در موزه لوور نگهداری می‌شود، و نیز سنجاق مفرغی دیگری با تندیس خدا که از لرستان مربوط به سده هفتم پیش از میلاد بدست آمده‌است، شواهد موجود بر سنگ نگاره‌های نوازندگان و آلات موسیقی در کول فرح ایذه و چغامیش دزفول نشاندهنده ارزشمند بودن و پیشینه رقص در مناطق لرنشین است. به علاوه این قضیه نشان دهنده این است که مردم روزگاران پیش از تاریخ بر این پندار بوده‌اند که همانگونه که خودشان روی زمین می‌رقصند، خدایان آن‌ها در آسمان یا در زیر زمین به رقص برمی‌خیزند، و برخی نیز رقصیدن را از کارهای خدایان می‌دانسته‌اند که بشر از آنان تقلید می‌کند.

## شیوه‌ها
در مناطق لرنشین ایران، رقص‌های بسیار گوناگونی وجود دارد. دستمال بازی، رقصهای چپی یا چوپی، «سنگین سما» با ضرب و کمانچه یا با دهل و سرنا، رقص سه پا که تندتر از رقص سنگین سما است، رقص دو پا با ریتم کندتر، رقص دو نفره با چوب (تَرکَه بازی یا چووبازی) که نمایشی رزمی است از مهم‌ترین شیوه‌های رقص لری هستند. از دیگر شیوه‌های کمتر مرسوم می‌توان به رقصهای برزگری به هنگام درو کردن محصولات، رقص آهنگین «پا پشت پا»، رقص «سوار سوار» رقص مرگ که به هنگام مصیبت اجرا می‌شود، اشاره کرد. این رقص در میان لرهای لرستان فیلی(لُر کوچک) به نام چَمَریونه و نزد بختیاریها و لرهای جنوبی (لر بزرگ) در سوگ خویشاوندان نزدیک اجرا می‌شود.

## رقص ها

### چوپی
به گویشهای زبان لری، رقصهای دسته جمعی بازی و چوپی گفته می‌شود. رقصندگان زن و مرد در حلقه‌هایی دست در دست هم قرار می‌گیرند و با شنیدن نواهای نوازنده به سبکهای مختلف حرکات موزون می‌پردازند. نفر اول رقصندگان به لری سَرچووپی گفته می‌شود که با دستمالی در دست و مهارت بیشتر، دیگر رقصندگان حرکات و ریتمهای بدن و حرکات دست و پا را باید با او هماهنگ کنند. سَرچوپی گاه از اول صف جدا می‌شود و با حرکات هیجان‌برانگیز نمایشی، شور و شوق انجمن نوازندگان را مضاعف می‌کند. در این حالت دیگر نوازندگان با حفظ نظم و حرکات هماهنگ سر و دست و پا به الگوی معمول رقص می‌پردازند. در رقصهای شادی معمولاً آغاز رقص با حرکات سنگین سما است، که با تغییر آهنگ نوازنده به رقص نیمه تند سه پا و سپس به حرکات تندتر دوپا می‌رسد و نهایتاً با بازگشت به سنگین سما پایان می‌پذیرد.

#### سَنگین سَما
سنگین سما (سَنگین سه‌پا همچنین سَما) معمولاً بخش آغازین رقص‌های گروهی در میان قوم لر است و تمام اشعار آن لری است و رقص فقط باید با این اشعار و ترانه‌ها صورت گیرد مانند ترانه بزران بزران این رقص دربردارندهٔ حرکات موزون ملایم و آهسته است. رقصندگان ابتدا پای راست را به‌صورت ضربدر در کنار پای چپ می‌گذارند و آن را برمی‌دارند و دو گام جلو می‌روند و پای چپ را با نوک پنجه در جلوی بدن می‌گذارند و سپس آن را کنار پای راست قرار می‌دهند. دست‌ها در این رقص از آرنج خم می‌شوند و انگشت‌های کوچک رقصندگان همراستا با شانه‌ها، درمیان یکدیگر گره می‌خورند. بنظر می‌رسد هریک از حرکات و اجزای رقص سما، تداعی‌گر فلسفه‌ای برگرفته از هزاران سال تجربه همزیستی لرها با طبیعت پیرامون است.

#### رقص سه‌پا لری
گام بعدی پس از سنگین‌سَما، با تندتر شدن آهنگ و سپس ریتم حرکات موزون، رقص سه‌پا است. منوال بدین‌گونه است که رقصندگان با پای راست رقص (به لُری: باختِه یا دس گِرتِه) را آغاز می‌کنند و سه گام به جلو برمی‌دارند. در رقص‌های لری به‌مانند اکثر رقص‌های گروهی ایرانی، آغاز حرکت با پای راست است. رقصندگان پس از برداشتن سه گام، ابتدا پای راست و بعد پای چپ را خم می‌کنند. دست‌های رقصندگان در این رقص پنجه به پنجه در هم گره می‌خورند و شانه‌های آنان به یکدیگر تکیه دارند (معنای تحت‌اللفظی رقص به لری (دَس گِرتِه)، همین پیوند دستها در هنگام رقص است).

#### رقص دوپا
این رقص معمولاً پس از سه‌پا با تندترشدن آهنگ نوازندگان و رقصندگان انجام می‌گیرد و حرکات پاها و دست‌ها در این رقص همانند رقص سنگین‌سَما (رقص آغازین) است. معمولاً کهنسالان در حرکات آغازین سنگین‌سَما بیشتر مشارکت می‌کنند و حرکات سه‌پا و دوپا که نیاز به انرژی و پویایی بیشتر است بیشتر درمیان جوانان طرفدار دارد.

### رقص دستمال

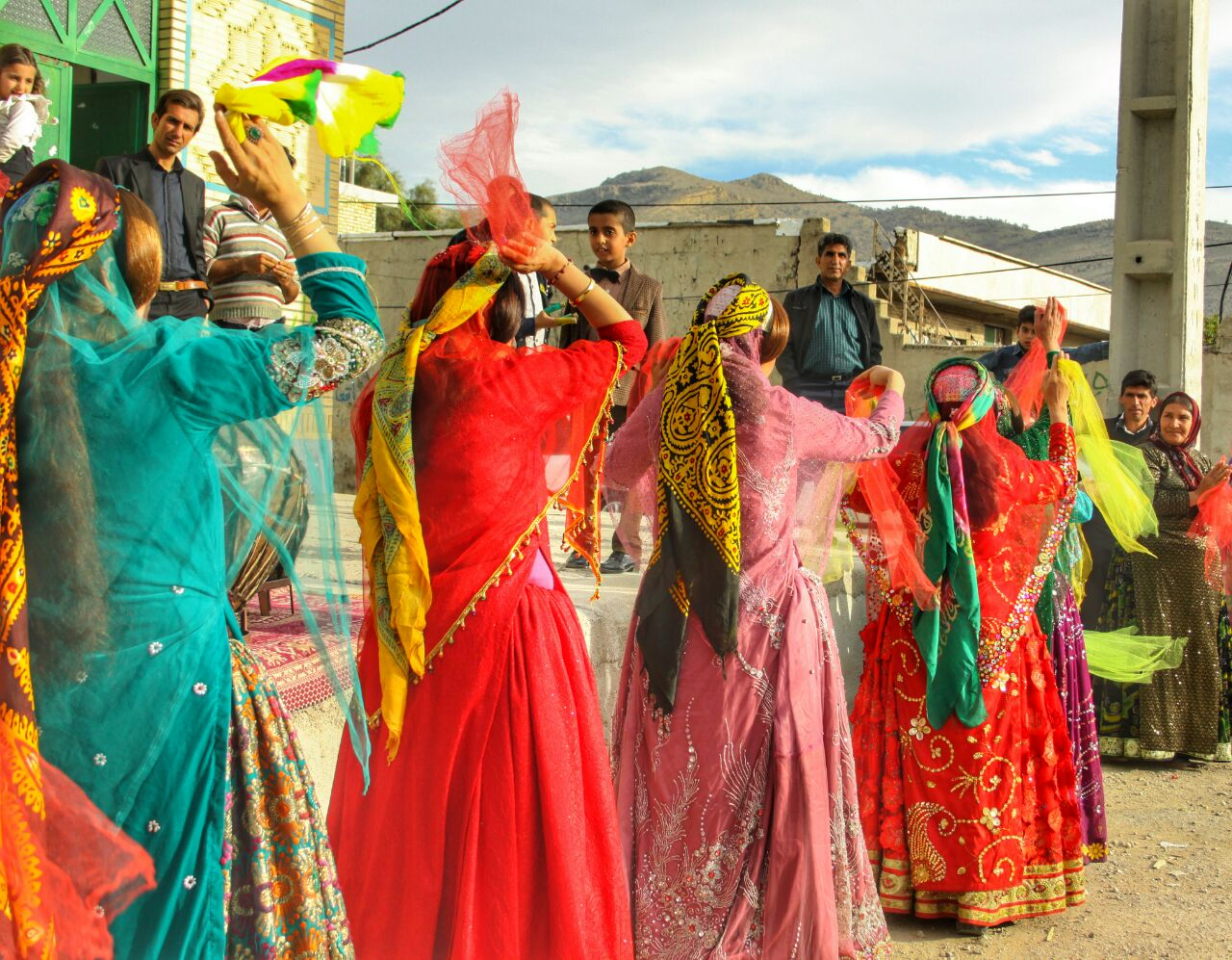
رقص دستمال لُرهای جنوبی در شهرستان ممسنی، شمال غرب فارس

رقص دستمال (به لُری: دَسمال‌بازی)، سبکی از رقص‌های پرجنب‌وجوش و مهیج است که عمدتاً در میان بختیاریها و لرهای جنوبی اجرا می‌شود و سبک غالب رقص در جشن‌های عروسی است. این رقص توسط زنان و مردان انجام می‌گیرد و درخود شیوه‌های اجرای مختلفی (مانند اشتَفی‌مَنگَنا) و هماهنگ با موسیقی نوازندگان دارد. دو دستمال و هرکدام در یک دست قرار می‌گیرند. همگام با حرکات ملایم پا، کمر و تغییر جهت بدن، اجراکنندگان دستمالهای رنگی را به‌شکل هماهنگ در جهات مختلف به حرکت درمی‌آورند. بنظر می‌رسد فلسفه این حرکات، از سده‌ها فعالیت‌های روزمره زندگی این مردمان و همزیستی با عوامل انسانی و طبیعی منشأ گرفته‌است. همگام با بالارفتن تدریجی ریتم رقص، حالت دست‌گرفتن ممکن است به حالت رودررو و انفرادی تغییر یابد.

### رقص چوب
رقص چوب (به لُری: چوبازی)، یک سبک رقص ویژه دونفره است که اغلب در مراسم شادی و جشنها انجام می‌گیرد و تداعی‌گر نبردهای رزمی و پهلوانی است. این سبک در ابتدا میان ایلات لرتبار بختیاری‌ها، بویراحمدی‌ها،لیراوی ها و ممسنی ها و حیات داوودی  و بعدا وارد ایلات غیر لرتبار مانند قشقایی‌ها و باصری و دیگر ایلات جنوب ایران متداول . این رقص اغلب توسط دو مرد انجام می‌گیرد، اگرچه گاه زنان نیز مشارکت می‌کنند. یک اجراکننده (دفاع‌کننده) درحالیکه چوب بلند و سنگینی در دست دارد، ابتدا با چوب به رقص می‌پردازد و سپس به حالت تدافعی موضع می‌گیرد. اجراکننده دیگر (حمله‌کننده) چوب انعطاف‌پذیر کوتاه‌تری (تَرکه، Tarka) در دست می‌گیرد و پس از رقص و آمادگی دفاع‌کننده باید به شیوه‌ای ضربه خود را فقط به سطحی پایین‌تر از زانوی او برساند. همگام با اجرای دهل و کرنا توسط نوازندگان، دفاع‌کننده تنها می‌تواند با سپر قرار دادن چوب بزرگ و به‌هوا پریدن از خود دفاع کند. پس از ضربه مهاجم درصورت به هدف خوردن و تأیید ضربه او، دفاع‌کننده که بازنده محسوب می‌شود باید جای خود را به مدعی دیگری بدهد. درصورتی‌که مهاجم موفق نشود، دفاع‌کننده در مقام مهاجم قرار می‌گیرد و بازنده یا فرد دیگری مقابل او می‌ایستد. این رقص و نبردها تا تعیین قهرمانان ادامه پیدا می‌کند و جمعیت احاطه‌کننده با ابراز هیجان و هلهله برندگان را تشویق می‌کنند.

### بارووتَلَو
از رقص‌های آیینی مردم لر می‌توان رقص و پایکوبی مراسم بارووتَلَو (طلب باران) را نام برد، مراسمی که طی آن برای طلب باران، بانویی جوان و خوش‌سیرت و چهره برفراز تپه‌ای بلند قرار می‌گیرد و همگام با نوازش دهل و سرنا و رقص و دست زدن، مولودی‌های لری در طلب باران خوانده می‌شود.
قلایی
این نوع رقص ریتم سخت تر و حرکات آسانتری به نسبت دارد و شباهت زیادی با رقص دو پا دارد.
در این نوع رقص افراد با پای چپ خود همانند دوپا دوگام در زاویه بین صفر تا ۴۵درجه دست راست خود برمیدارند و هنگامی که پای راست تکیه گاه شد مقداری به زمین نزدیک شده و قدم را بر میدارند.پس از آن پای چپ را به جلو برده و به آرامی بر زمین زده و بر میگرداند و بعد پای راست خود را دو بار جلو برده و بر زمین زده و بر میگرداند و همین ریتم را در حرکات دایره وار دوباره انجام میدهند.
در تمامی حرکات دو دست باید متاسب با حرکات بالا و پایین شوند و سرچوکی باید پارچه ی مخصوصی  در دست داشته باشد و گروه را هدایت کند.

و همچنین رقص های دیگیری هم مانند رقص دایره ای و ...وجود دارد در بین این قوم. 